# 南紐伯里 (新罕布什爾州)
南紐伯里（英語：South Newbury）是位於美國新罕布什爾州梅里馬克縣的非建制地區。

## 歷史
南紐伯里的郵局於1850年設立，其後於1996年停運。

## 地理
南紐伯里所處的海拔為高於海平面223米（即732英呎），而該地所採用的時區為UTC-5，即北美东部时区（EST）。同時該地設有夏令時間，為UTC-5調快一小時，即UTC-4（EDT）。